# Monopsiquismo
Monopsiquismo é a crença de que todos os seres compartilham uma e mesma alma (ou mente) eterna. O budismo e o averroísmo são doutrinas monopsiquistas.
Tomás de Aquino atacou especificamente a doutrina do monopsiquismo no seu livro De unitate intellectus contra Averroistas.